# Почтовая станция (Невель)
Почтовая станция — историческое здание в городе Невель Псковской области. Современный адрес — улица Ленина, 14. Объект культурного наследия России регионального значения.
Входит в комплекс почтовых станций шоссе Петербург—Киев, построенных в 1840—1850-х годах по типовому проекту. На участке Опочка—Невель аналогичные станции третьего разряда выстроены в деревнях Звоны, Балаши, Заречье и Линец. До 1917 года служила почтовой станцией, позднее использовалась под жильё. С 1993 года в здании размещается краеведческий музей.

## История
В 1840-х годах шоссе Петербург—Киев с целью спрямления было проложено частично по новой трассе. Трасса была разбиты на «прогоны» по 20—25 вёрст, на границах которых строились почтовые станции. Здесь предъявлялись подорожные, оплачивались последующие прогоны, менялись лошади, предоставлялся ночлег и т. д. На участке между Опочкой и Невелем были построены новые почтовые станции — в Опочке, Звонах, Балашах, Заречье, Линце, Усть-Долыссе и Невеле. Из них только опочецкая и долысская, как наиболее важные, были выполнены по проекту станций второго разряда, все остальные станции были третьего (низшего) разряда. Строительство велось по типовому проекту почтовых станций, изданному в 1846 году, и являющемуся развитием типового проекта 1843 года. Для всех станций был принят единый вариант оформления главного фасада — в «готическом» стиле.
Почтовые станции строились за казённый счёт (стоимость некоторых станций доходила до 30 тыс. рублей):256 и принимались в эксплуатацию Почтовым ведомством, которое направляло офицера для осмотра почтовых станов и архитектора. Почтовое ведомство полностью оснащало станции всем необходимым. На каждую станцию государство ежегодно выделяло небольшую сумму денег на «мелочный» ремонт. По свидетельству К. К. Случевского, совершившего несколько поездок по Киевскому шоссе в свите великого князя Владимира Александровича в конце XIX века, почтовые станции были «отнюдь не худшими многих вокзалов наших железных дорог»:254.
Невельская почтовая станция, построенная в 1850-х годах, относилась к третьему разряду станций. Она занимала квадратный участок, на котором вдоль лицевой стороны располагался станционный дом и, симметрично по сторонам, — двое ворот в кирпичной ограде. Набор помещений станционного дома составляли залы для приезжающих, квартира смотрителя с кухней, комната для записи подорожных и туалеты в дворовой пристройке. Все служебные и хозяйственные постройки были объединены под общей крышей и располагались вдоль боковых и тыловой границ участка станции. Слева — изба для ямщиков, сарай, туалет для ямщиков, справа — погреб, амбар, навес для экипажей. Кровля станционного дома была из листового железа, хозяйственные службы и флигеля покрывались гонтом. Замыкала двор длинная конюшня. Конюшня была полукаменной, стойловые места были выгорожены деревянными перегородками. Количество стойловых мест было кратно количеству троек. Посреди двора был устроен колодец. Двор со всех сторон окружала ограда в виде каре.
По состоянию на 1863 год к почтовой станции было приписано 49 лошадей, в 1870 и 1880 – 20. В почтовом дорожнике за 1906 год станция уже не упоминается.
Судьба здания после 1917 года неизвестна. В начале войны, летом 1941 года, практически все здания на улице Ленина были уничтожены вражеской бомбардировкой, но почтовая станция сохранилась. В послевоенное время в служебных постройках жили потомственные дорожники, главное здание использовал дорожно-эксплутационный участок №145. В справочнике 1985 года указано, что здесь находился Участок прорабский (ДРС-2) и станция технического обслуживания автомобилей ВАЗ. В мае 1993 года в здании открылся краеведческий музей.
В 1998 году постановлением Псковского областного Собрания депутатов здание почтовой станции включено в реестр памятников культурного наследия регионального значения.

## Описание
Комплекс сооружений включает станционный дом, занимающий осевое расположение и ориентированный вдоль улицы, каменную ограду с двумя симметрично расположенными относительно центральной оси воротами и служебные постройки вдоль боковых границ участка. Станционный дом располагается на красной линии улицы Ленина (вблизи перекрестка улиц Ленина и Карла Либкнехта).
Станционный дом представляет собой одноэтажное, прямоугольное в плане здание под вальмовой крышей. Объёмно-планировочная композиция здания симметрична. К прямоугольному в плане основному объёму, вытянутому вдоль дороги, со стороны двора примыкает Т-образная пристройка, соединённая с основным объемом узким переходом с выходом во двор.
Композиция главного фасада решена в 5 осей, которые объединены в единую композицию профилированным венчающим карнизом, сплошной подоконной горизонтальной тягой и оштукатуренным цоколем. Углы здания раскрепованы. Центральная ось с дверным проёмом главного входа выделена ризалитом и парапетом, возвышающимся над венчающим карнизом. Цоколь и крыльцо на главном фасаде выполнены из тёсаного гранита. Над главным входом сохранился навес на массивных чугунных литых кронштейнах. Под оконными проёмами, имеющими стрельчатое завершение, размещены филёнки. Оконные переплеты и фрамуги дверного проёма главного фасада имеют сложный готический рисунок расстекловки. Дворовый фасад решен скромнее: проёмы с клинчатыми перемычками, без декора; боковые фасады глухие. Тип крыши – вальмовая, тип перекрытий — плоские по деревянным балкам. Кровля четырёхскатная, с сохранившимися первоначальными печными трубами.
Наружные стены выложены из полнотелого керамического кирпича на известковом растворе, оштукатурены. Внутренние стены сложены из полнотелого керамического кирпича на известковом растворе. Здание имеет анфиладную внутреннюю планировку помещений.
В музее насчитывается более 7 тыс. экспонатов. Открыто 7 экспозиционных залов: «История города Невель до начала 20 века», «Провинциальная дворянская усадьба», «Крестьянская изба. Окно войны», зал «Этнография», «Город Невель в период Советского союза», зал для проведения временных выставок. В сохранившемся здании конюшни и зернохранилища открыто 2 экспозиционных зала, посвящённых истории города Невель в годы Великой Отечественной войны .